# 大江千古
大江 千古（おおえ の ちふる）は、平安時代前期の貴族。参議・大江音人の七男。官位は従四位下・伊予権守。

## 経歴
延喜元年（901年）の方略試で及第し、翌年の除目で式部少丞に任ぜられている。漢学に詳しく、醍醐天皇の侍読を務めた。
延長2年（924年）5月29日卒去（没日を2月2日とする説もある）。時に伊予権守従四位下。
『後撰和歌集』に「冬の歌」と「恋の歌」の二つの歌が、『新古今和歌集』には延喜6年（906年）の日本紀竟宴の時に詠まれた歌が入集している。

## 系譜
- 父：大江音人
- 母：不詳
- 妻：巨勢文雄の娘
  - 男子：大江維明
  - 男子：大江維望 - 樟葉氏祖
  - 男子：大江維潔
  - 三男：大江維時（888-963）